# مخطوطة سكلتيز المدريدية
مخطوطة سكلتيز المدريدية هي نسخة مخطوطة مزخرفة من القرن الثاني عشر لـ "ملخص التاريخ" (باليونانية: Σύνοψις Ἱστοριῶν، باليونانية البيزنطية: [ˈsy̜.nop.sis is.to.riˈon])، بقلم جون سكلتيز، والتي تغطي عهود الأباطرة البيزنطيين من وفاة نقفور الأول في عام 811 إلى عزل ميخائيل السادس في عام 1057. أُنتجَت المخطوطة في البلاط النورماندي في باليرمو في صقلية (على الرغم من وجود بعض الجدل حول ما إذا كان الجزء الرئيس قد صُنع في باليرمو أو القسطنطينية) وهي محفوظة الآن في مكتبة إسبانيا الوطنية في مدريد. تظل المخطوطة المحفوظة الوحيدة المصورة باللغة اليونانية من الفترة البيزنطية. تتضمن السجلات 574 صورة مصغرة توضح تفاصيل الحياة اليومية في الإمبراطورية البيزنطية مثل القوارب والممارسات الأدبية والحصارات والاحتفالات، بالأسلوب البيزنطي وتعكس العناصر الإسلامية أيضًا.

## الصور
- أ. ليو السادس مع وفد بلغاري
ب. معركة بلغارفون [الإنجليزية]
- توماس السلافي يطلب اللجوء لدى العرب
- أ. توماس السلافي يتفاوض مع المسلمين
ب. قوات توماس تهزم الجيش الإمبراطوري
- أ. اغتيال بارداس عند أقدام مايكل الثالث (865-866)
ب. عودة الجيش وتتويج باسيليوس الأول كوصي مشارك
- تصوير النار الإغريقية في مخطوطة سكلتيز المدريدية
- تصوير معمودية بوريس الأول ملك بلغاريا
- لقاء بين الإمبراطور يوحنا زيمسكي وسفياتوسلاف الأول من كييف
- الصرب يهاجمون الروم البيزنطيون في ممرات الجبال في معركة بار [الإنجليزية]

## فهرس
- طبعة طبق الأصل الملونة من دار نشر ميليتوس (ميليتوس)، (ردمك 960-8460-16-6).
- تساماكدا، فاسيليكي (2002). "السجلات المصورة لإيوانيس سكلتيز"، ليدن.
- بيورنولت، بينتي وجيه بيرك، محرران (2005). "ثقافات وسياقات سكيليتز مدريد". "المؤتمر الدولي للعصور الوسطى"، جامعة ليدز